# 吴承仕宅
吴承仕宅位于安徽省黄山市歙县昌溪乡昌溪村依山而建的山村沧山源自然村（又名燕窝山庄）。
吴承仕宅建于清乾隆末年，是一座典型的徽派古民居，二进三开二层，砖雕门罩，内部石雕、木雕精美。1884年3月20日，经学家吴承仕（1884一1939）出生在此。
1988年，吴承仕故居公布为第二批县级文物保护单位。2012年6月21日，吴承仕宅列为第六批安徽省文物保护单位。